# Тукан, Ибрагим
Ибрагим Тукан (ابراهيم طوقان, Наблус, 1905 — 2 мая 1941 г.) — палестинский поэт, автор государственного гимна Ирака. 

## Биография
Родился в Наблусе, в период правления Османской империи . Ибрагим из влиятельной в политической и социально-экономических сферах Наблуса семьи Туканов.  Он был братом государственного деятеля Ахмада Тукана и поэтессы Фадвы Тукан, она же и привила ему интерес к занятиям поэзией.
Начальное образование получил в одной из местных школ. Среднее образование получил в Иерусалиме. С 1923 по 1929 год обучался в Американском университете Бейрута. Получил степень бакалавра в области литературы.. 

Работал в Национальном университете в Наблусе, а позже — в Бейруте и Иерусалиме. В 1937 году женился на Самие Абдель Хади .

Тукан всю жизнь страдал от проблем с желудком и в 1941 году умер в возрасте 36 лет от язвенной болезни в Французской больнице в Иерусалиме.

## Поэзия
Большинство его стихов было посвящено борьбе арабов против англичан, которые контролировали Палестину с 1922 года. Его стихи стали известны в арабском мире во время арабского восстания в 1936—1939 гг . По словам палестинского поэта Сальмы Кхадра Джаюси, поэзия Тукана отличается искренностью и эмоциональной правдивостью. Его стихи четкие и прямые, дикция проста и хорошо подобрана, а фразы мощны и часто лаконичны».
Стихотворение «Моя Родина», написанное во время одного из восстаний по сей день остаётся популярным в арабском мире. Является государственным гимном Ирака.